# Vilmos Sebők
Vilmos Sebők (13 de junho de 1973) é um ex-futebolista profissional húngaro que atuava como defensor.

## Carreira
Vilmos Sebők representou a Seleção Húngara de Futebol nas Olimpíadas de 1996.